# Хрипунов, Иван Алексеевич
Ива́н Алексе́евич Хрипуно́в (1927, Мухтолово, Нижегородская губерния — 1983, Ардатов, Горьковская область) — советский хозяйственный деятель, основатель и первый директор ардатовского завода «Сапфир».

## Биография
Иван Алексеевич Хрипунов родился в 1927 году в селе Мухтолове Ардатовского уезда Нижегородская губерния. В 1942 году окончил 8 классов мухтоловской школы, ещё во время обучения, с 1941 года начал работать слесарем Мухтоловского леспромхоза. В 1960 году окончил Горьковский автомеханический техникум, в 1966 году — Всесоюзный заочный политехнический институт. С 1946 по 1966 год работал в Мухтоловской лесозаготовительной конторе: шофёром, механиком, главным механиком, главным инженером. В 1966 году стал первым директором Ардатовского филиала московского завода «Мосдеталь», ставшего со временем градообразующим предприятием посёлка Ардатов — заводом «Сапфир». После открытия завода население Ардатова за нескольких лет выросло с 4500 до 10 500 человек, что потребовало возведения нового жилья. Силами руководимого Хрипуновым предприятия за несколько лет в южной части посёлка были построены десятки многоквартирных домов. Продолжал оставаться руководителем основанного им завода до самой смерти в 1983 году.

## Награды
Был награждён медалью «За трудовое отличие».